# Urs Gasche
Urs Gasche, né le 15 mars 1955 à Berne (originaire de Derendingen et Oekingen), est un avocat et une personnalité politique suisse, membre de l'Union démocratique du centre (UDC) puis du Parti bourgeois-démocratique. Il est membre du gouvernement bernois de 2001 à 2010 et député du canton de Berne au Conseil national de décembre 2011 à juin 2017.

## Biographie
Urs Gasche naît le 15 mars 1955 à Berne. Il est originaire de deux communes du canton de Soleure, Derendigen et Oekingen.
Il suit sa scolarité à Üttligen et à Berne, où il poursuit et termine ses études. Il obtient son brevet d'avocat. puis devient juriste au service des constructions et de l'aménagement entre 1982 et 1988. Par la suite, il exerce comme avocat indépendant à Berne jusqu'en 2001.
Il a le grade de major à l'armée.
Marié depuis 1999, il est père de deux enfants.

## Parcours politique
Il est membre de l'UDC de 1986 à 2008, puis du PBD dès sa fondation.
En 1990, il est élu au conseil communal de Fraubrunnen. Il en est le maire de 1994 à 2001.
Le 10 juin 2001, il est élu au Conseil-exécutif du canton de Berne, où il succède à Hans Lauri à la direction des finances le 1er septembre 2001,,. Il est réélu à deux reprises, le 14 avril 2002 et 9 avril 2006, les deux fois avec le deuxième meilleur score. En août 2009, il annonce qu'il ne se représentera pas pour un troisième mandat aux élections du 28 mars 2010.
Président du PBD bernois de juin 2010 à mars 2011, il est élu conseiller national pour le canton de Berne lors des élections fédérales de 2011. Il siège à la Commission des finances (CdF). Il démissionne le 30 juin 2017. Heinz Siegenthaler lui succède au Conseil national.

### Autres mandats
Il est président du conseil d'administration des BKW FMB Energie SA, auquel il appartenait déjà depuis 2002, de 2010 à mai 2021,.